# روثينيا الكارباتية

شعار روثينيا الكارباتية

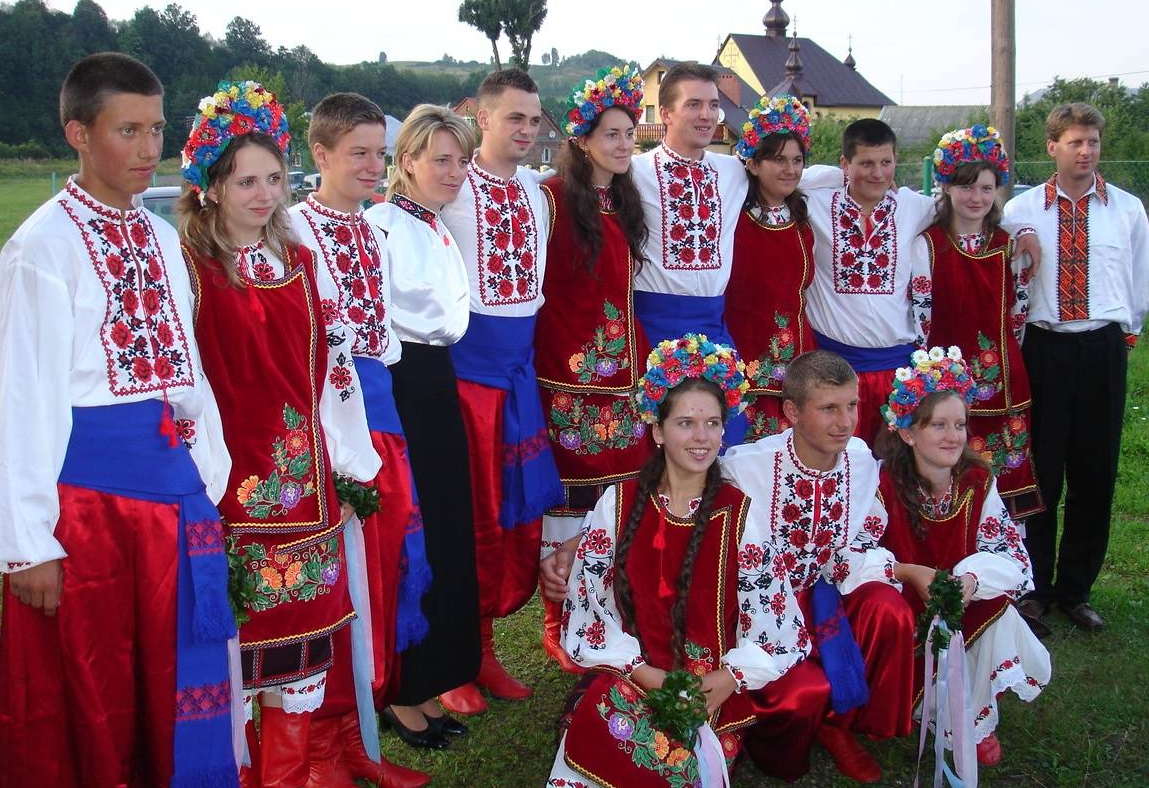
روثين بزي فولكلوري من وسط أوكرانيا في قرية موكرى قرب مدينة سانوك البولندية عام 2007

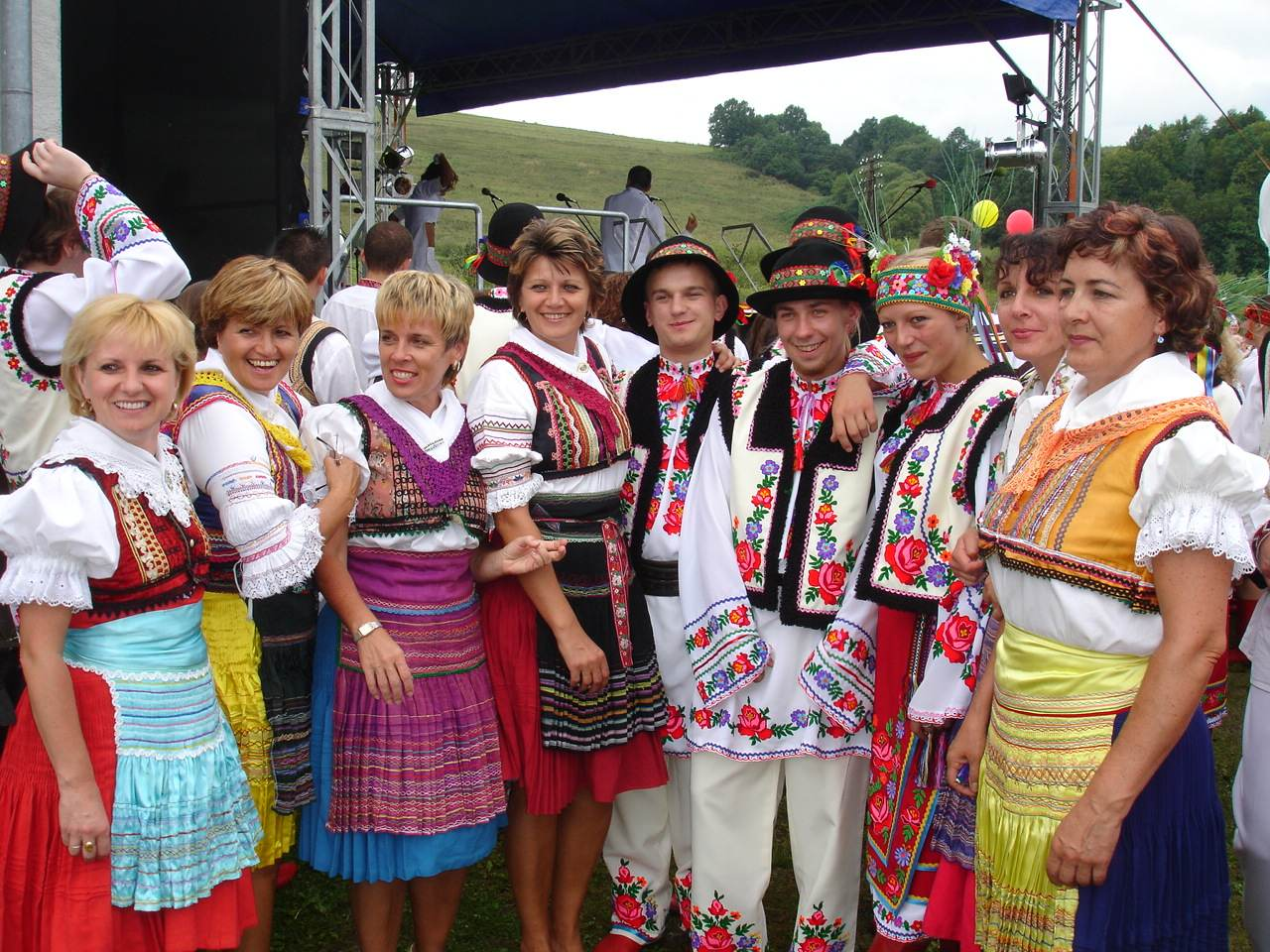
روثين بأزياء فولكلورية من مدينتي بريشوف السلوفاكية وبجيميشل البولندية في قرية موكرى قرب مدينة سانوك البولندية عام 2007

روثينيا الكارباتية (بالروثينية والأوكرانية: Карпатська Русь كارباتسكا روس ، بالروسية: Карпатская Русь كارباتسكايا روس) هي إقليم صغير في أوروبا الشرقية يتوزع جغرافيا ما بين مقاطعة زاكارباتيا غربي أوكرانيا والأجزاء الشرقية من سلوفاكيا (خصوصا محافظتي بريشوف وكوشيتسه) ومقاطعتي ليمكوفينا البولندية وماراموريش الرومانية.
تعج روثينيا الكارباتية بالعديد من الإثنيات المتنوعة، إذ يسكنها كل من الروثين والأوكرانيون والمجريون والسلوفاك والرومانيون والبلغار والروس، إضافة إلى أقليات أخرى كالليمكي (روثين) والبوغوميل (بلغار) والغوتسول (أوكرانيون) واليهود وغجر الروم والسيكي أوالتشانغو (مجريون أرثوذكس).

## التسمية
هناك تسميتان لروثينيا الكارباتية ذات طابع جغرافي بحت: ففي المجر والتشيك وسلوفاكيا يطلق عليها اسم (ما دون كارباتيا) بينما في رومانيا وروسيا وأوكرانيا وبولندا يطلق عليها اسم (ما وراء كارباتيا)، وهاتان التسميتان تعتمدان على موقع وتضاريس جبال الكاربات في هذه الدول.
أما تسمية روثينيا الكارباتية ذاتها فمرتبطة بالفترة التي عرفت خلالها تلك المنطقة تاريخيا باسم روثينيا ضمن حدود إمبراطورية روسيا الكييفية، بينما تقتصر هذه التسمية في الوقت الحاضر على تلك المنطقة التي تتبع أوكرانيا.
تعرف روثينيا الكاراباتية باللغة الروثينية وباللغة الأوكرانية: Карпатська Русь كارباتسكا روس ، وبالروسية: Карпатская Русь كارباتسكايا روس اما بالتشيكية والسلوفاكية: Podkarpatská Rus بودكارباتسكا روس ، بالمجرية: Kárpátalja كارباتاليا ، وفي الرومانية بالرومانية: Transcarpatia ترانس كارباتيا ، وبالبولندية: Zakarpacie زاكارباتشى)

## الجغرافيا

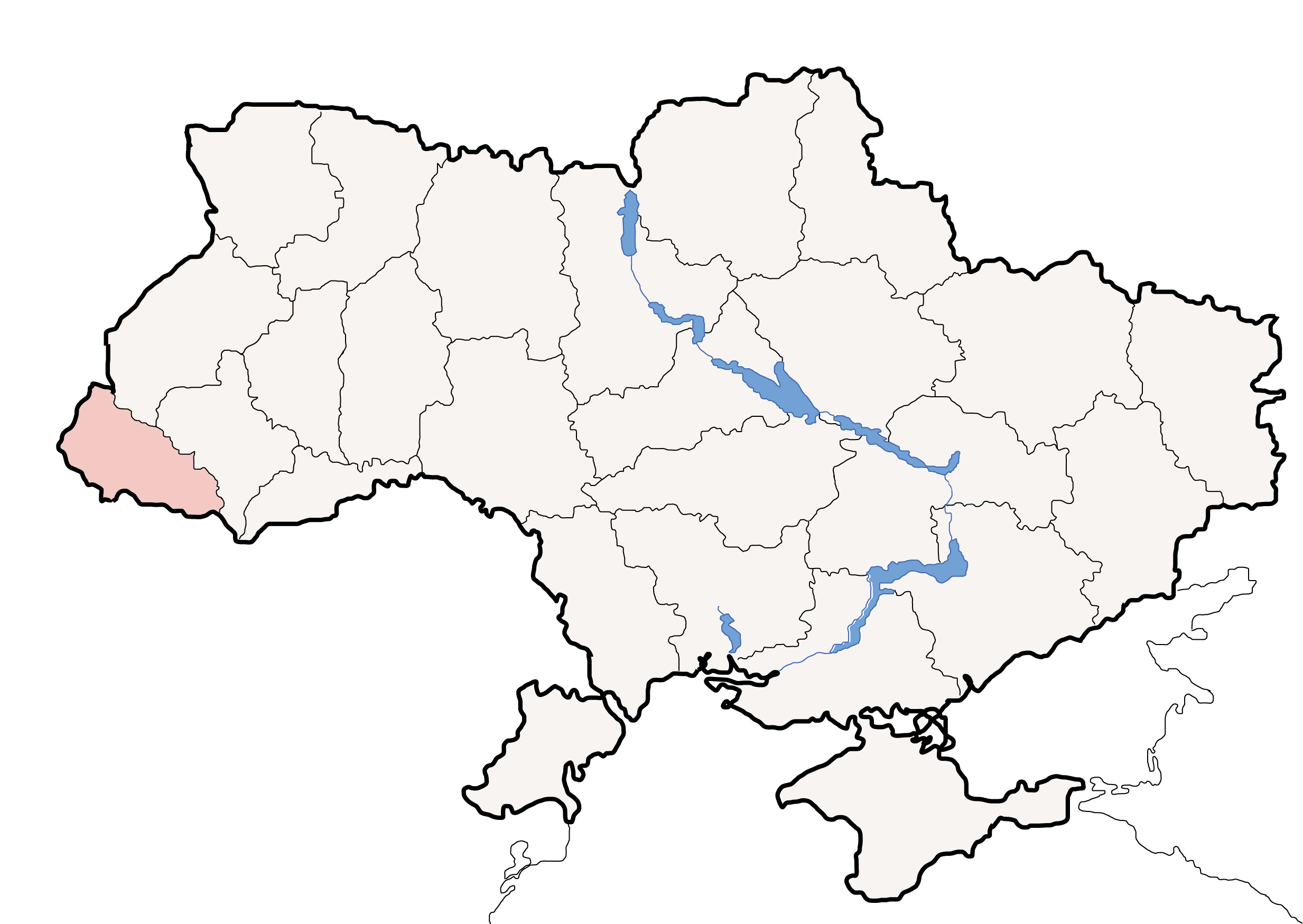
محافظة زاكارباتيا ضمن خريطة أوكرانيا (باللون الأحمر)

تقع روثينيا الكارباتية على المنحدرات الجنوبية من شرقي جبال الكاربات، يحدها من الشرق نهر تيسا ومن الغرب نهرا هورناد وبوبراد وتشكل جزءا من سهول بانونيا.

### مدن وبلدات
- أوجغورود
- موكاتشيفو
- خوست
- بيريغوفو
- فينوغرادوفو
- تشوب
- سفاليافا
- راخوف
- تياتشيف
- إيرشافا

## عرض تاريخي
بدأ استيطان القبائل السلافية في روثينيا منذ القرن السادس الميلادي عقب غزو الهون، وبحلول القرنين السابع والثامن الميلاديين أمست سفوح جبال الكاربات أكثر كثافة بفعل استيطان قبائل سلافية مثل الكروات البيض، أما مع مطلع القرن التاسع الميلادي فقد بات الجزء الأكبر من تلك الأراضي وسكانها يشكل الطرف الغربي لإمارة (روسيا الكييفية) في حين أن الأجزاء الغربية منها (التي تشكل حاليا شرقي سلوفاكيا) باتت جزءا من إمارة (مورافيا الكبرى).
في أواخر القرن التاسع نفسه بدأ قيصر بلغاريا (سيميون الكبير) في توسيع مملكته فاستولى على قسم من أراضي كرواتيا البيضاء مجبرا حاكمها (الأمير لابوريتس) على الاعتراف بسلطته على أراضيه، ولكن في عام 869 عبر المجريون الأوائل سلسلة جبال الكاربات مهاجرين إلى تلك المنطقة وتحت ضغوطهم وضغوط القوات الكييفية فقد الأمير لابوريتس كل قوته فاستوعب الكروات البيض القادمين الجدد.
وبهجرة القبائل المجرية في القرن التاسع استوعبت المنطقة أعدادا كبيرة من السكان ومن ثم حصل التعايش والتزاوج بين النبلاء المجريين والروثين، حيث نجد أن الأمير الروثيني (روستيسلاف ميخائيلوفيتش) قد استمر في حكم روسيا الكييفية ولكنه في ذات الوقت أدار قسما كبيرا من ترانس كارباتيا نيابة عن حميه - والد زوجته - بيلا الرابع ملك المجر وذلك بين عامي 1243 و1261 ، ثم اتسع التنوع العرقي في المنطقة إثر قدوم 40 ألف شخص من قبيلة (كومان) التركية القبجاقية للاستيطان فيها بعد هزيمتهم على يد أمير روسيا الكييفية (فلاديمير الثاني مونوماخ) ثم هزيمتهم الأخيرة على يد التتار عام 1238.

### حكم أسرة هابسبورغ
بحلول عام 1526 دخل الإقليم ضمن حكم أسرة هابسبورغ في المجر، إلا أنه قسم في عام 1570 بين مملكة المجر الهابسبورغية وبين ولاية ترانسيلفانيا العثمانية وهي الفترة التي شهدت بداية تشكل الهوية الثقافية للروثينيين بتأثير العامل الديني، بعد إعلان كنائس روسيا الكييفية عام 1595 انفصالها عن الكنيسة الأرثوذكسية الشرقية (بطريركية القسطنطينية بالتحديد) وانضمامها إلى بابوية روما فتكونت بذلك كنيستان كاثوليكيتان شرقيتان في روثينيا وهما: الكنيسة الروثينية الكاثوليكية والكنيسة الأوكرانية للروم الكاثوليك.
في القرن السابع عشر (حتى عام 1648) أصبح الإقليم بكامله جزءا من ترانسيلفانيا غير أنه وبين عامي 1682 و1685 استقطع الجزء الشمالي الغربي منه ليصبح تحت إمارة الأمير المجري (إيمرى توكوي) وبقي الجزء الجنوبي الشرقي مع ترانسيلفانيا، ومن ثم أمسى الإقليم بحلول عام 1699 خاضعا بالكامل لمملكة المجر الهابسبورغية مجددا، أما في القرن التاسع عشر فنجد أن مملكة المجر قد ألحقت الإقليم بمديرية كوشيتسه العسكرية بعدما قامت المملكة بتقسيم أراضيها إداريا إلى خمس مديريات عسكرية وذلك بين عامي 1850 و1860.

### بعد الحرب العالمية الأولى

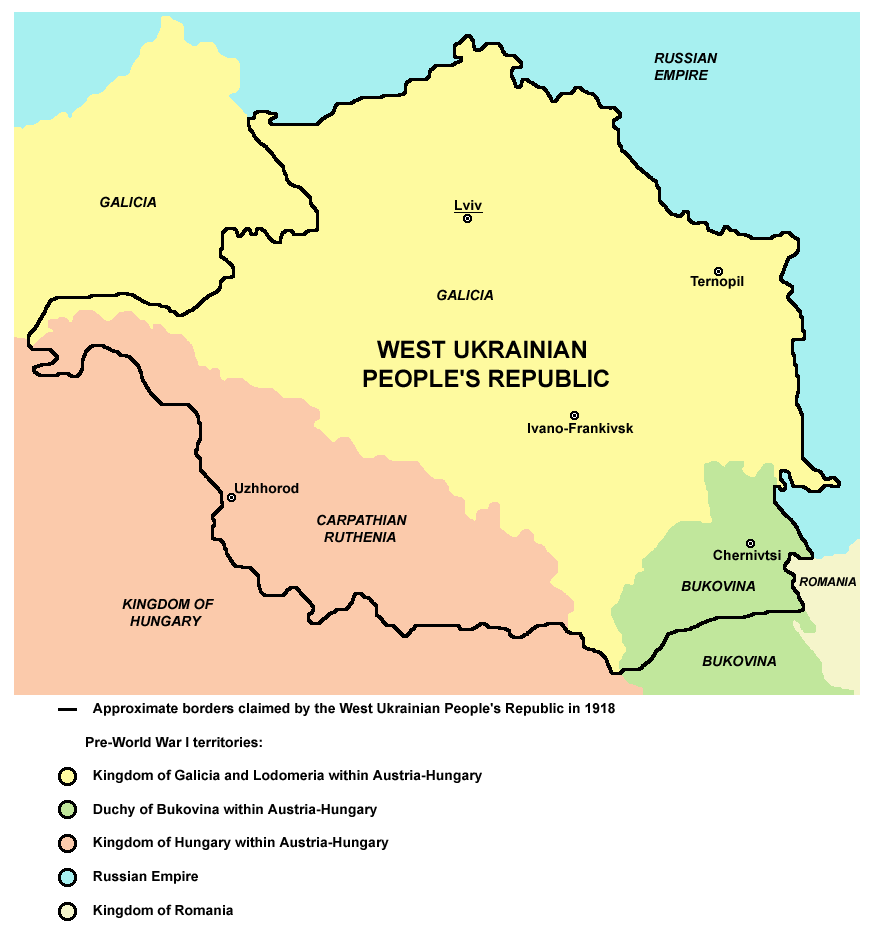
جمهورية أوكرانيا الغربية الشعبية وبضمنها روثينيا الكارباتية (1918)

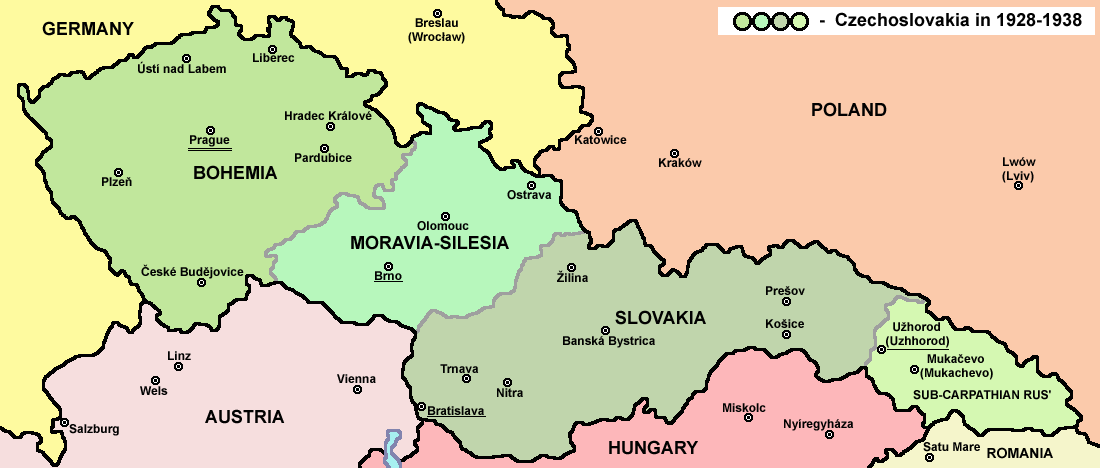
روثينيا الكارباتية ضمن تشيكوسلوفاكيا (1928)

شهد عام 1918 قيام جمهورية أوكرانيا الغربية الشعبية وانضمام إقليم ترانس كارباتيا إلى هذه الجمهورية مع إقليمي غاليتسيا وبوكوفينا، لكن رومانيا احتلت الإقليم عام 1919 ثم في أبريل من نفس العام أعادت المجر احتلال الإقليم حتى أغسطس من نفس العام قبل أن تتخلى عنها في عام 1920 لصالح تشيكوسلوفاكيا وذلك بموجب معاهدة تريانون.
لم تضع تشيكوسلوفاكيا يدها على روثينيا الكارباتية وتلحقها بها إلا بعدما تم التوقيع على (اتفاقية فيلادلفيا) بين الرئيس التشيكوسلوفاكي (توماش ماساريك) والزعيم الروثيني (غريغوري جاتكوفيتش)، وبموجب الاتفاقية منح ماساريك روثينيا الكارباتية وضع الإقليم ذاتي الإدارة تحت سلطة تشيكوسلوفاكيا وأجري استفتاء بين سكان روثينيا حول الانضمام إلى تشيكوسلوفاكيا فأيد ذلك 67% من السكان مقابل 28% فضلوا الاتحاد مع أوكرانيا بينما تنوعت خيارات الـ 5% الباقين بين الاستقلال والعودة إلى المجر.
انتهجت تشيكوسلوفاكيا في فترة ما بين الحربين العالميتين سياسة تطوير البنى التحتية للمناطق النامية وكانت روثينيا الكارباتية مصنفة ضمن هذه الخانة حيث شملها الكثير من التطوير والتحديث في معظم المجالات خصوصا في عهد الرئيس الثاني إدفارد بينيش كما أن اللغة الروثينية كانت لغة معتبرة في مجلس الشيوخ التشيكوسلوفاكي، لكن بالمقابل منعت السلطات التشيكوسلوفاكية تعليم اللغة الأوكرانية والتحدث بها في روثينيا الكارباتية لمنع تنامي الشعور القومي والحنين إلى أوكرانيا.
في عام 1938 احتلت ألمانيا النازية تشيكوسلوفاكيا بموجب معاهدة ميونخ فسلخت روثينيا الكارباتية وأجزاء من شرقي سلوفاكيا عن تشيكوسلوفاكيا وجعلتها بإدارة المجر مع الإبقاء على السلطة الذاتية للإقليم حيث شكلت حكومة برئاسة (أوغوستين فولوشين)، وفي 15 مارس من نفس العام أعلنت سلطة الاحتلال النازي للمجر قيام جمهورية أوكرانيا الكارباتية برئاسة فولوشين وكانت مدينة خوست هي عاصمة تلك الجمهورية.
لم يطل عمر جمهورية أوكرانيا الكارباتية أكثر من 6 أعوام حيث دخلها الاتحاد السوفيتي بجيشه عام 1944 وأسقط هذه الجمهورية واعتقل رئيسها فولوشين الذي توفي في العام التالي 1945 في سجن بوتيركا بموسكو، ثم جرت في خوست مفاوضات شاقة بين السلطات التشيكوسلوفاكية ممثلة بوزيرها (فرانتيشيك نييميتس) وبين السلطات السوفيتية بغية إعادة روثينيا الكارباتية إلى تشيكوسلوفاكيا من جديد، لكن الاتحاد السوفيتي بدلا من ذلك قام في 24 نوفمبر من نفس العام "1944" بتشكيل لجنة وطنية لأوكرانيا الكارباتية في مدينة موكاتشيفو وترأس هذه اللجنة (إيفان توريانيتسا) وهو ضابط روثيني انشق عن الجيش التشيكوسلوفاكي فخرج الأخير بإعلان: «إن إرادة الشعب الأوكراني هي الانفصال عن تشيكوسلوفاكيا والانضمام إلى الاتحاد السوفيتي».
وبعد شهرين من المفاوضات أعلنت تشيكوسلوفاكيا تنازلها عن روثينيا الكارباتية لصالح الاتحاد السوفيتي في 1 فبراير 1945 وتم التوقيع على معاهدة بهذا الشأن في خوست يوم 29 يونيو من نفس العام بعد انتهاء الحرب العالمية الثانية، وفي العام التالي 1946 تم إلحاق روثينيا الكارباتية بجمهورية أوكرانيا السوفيتية الاشتراكية حتى عام 1991 الذي شهد انهيار الاتحاد السوفيتي واستقلال أوكرانيا حيث أصبحت روثينيا الكارباتية محافظة أوكرانية باسم زاكارباتيا (بالأوكرانية: Закарпатська Область زاكارباتسكا أوبلاست).

### السنوات الأخيرة

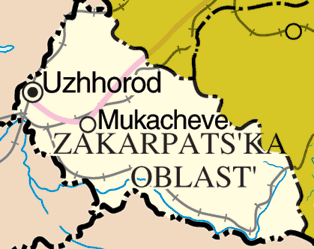
محافظة زاكارباتيا الأوكرانية

لم يعترف المجلس المحلي لمحافظة زاكارباتيا الأوكرانية بالإثنية الروثينية كمكون أساسي للمحافظة إلا في 7 مارس 2007 بعد سنين طويلة من محاولات السلطات الأوكرانية إدماج الروثين ضمن الأوكرانيين من غير نجاح يذكر، ولم يخفف الاعتراف المتأخر بالروثين من حدة التوجهات القومية لديهم ففي 25 أكتوبر 2008 عقد نحو 100 شخص ما عرف بـ (مؤتمر روثينيا الكارباتية) وقدموا عبره مشروعا لإعلان (جمهورية روثينيا الكارباتية).
وقد علق حزب (رابطة كل الأوكرانيين «حرية») القومي الأوكراني على تلك المبادرة بالقول: «إن الانفصاليين في زاكارباتيا والذي يقودهم القس دميتري سيدور (من بطريركية موسكو) يوجهون اليوم إنذارا للسلطات الأوكرانية، وغدا سيتسلحون بجوازات السفر الروسية ويحصلون على الأموال من الكريملين أي أنهم سيكررون السيناريو الجيورجي في أوكرانيا» في إشارة إلى انفصال جمهوريتي أبخازيا وأوسيتيا الجنوبية عن جيورجيا بمساعدة القوات الروسية.
ودعا الحزب المذكور كلا من الرئيس الأوكراني فيكتور يوشتشينكو ورئيسة الوزراء يوليا تيموشينكو إلى إجراء تقدير سياسي للأحداث في كل من زاكارباتيا وشبه جزيرة القرم، كما دعا الحزب نفسه مجلس الدفاع والأمن الوطني الأوكراني إلى وضع خطة للحد من الإجراءات الانفصالية، مع دعوته لوزارة الخارجية إلى اعتبار جميع المشاركين في مؤتمر روثينيا الكارباتية «أشخاصا غير مرحب بهم في أوكرانيا».
وقد قام المدعي العام لمحافظة زاكارباتيا برفع دعوى قضائية ضد القس دميتري سيدور وضد يفغيني جوبان النائب عن حزب ناشا أوكرايينا (أوكرانيانا) في المجلس المحلي لمحافظة زاكارباتيا ورئيس المجلس الشعبي الروثيني وذلك بتهمة «التعدي على استقرار وسيادة أوكرانيا»، وفي 1 مايو 2009 منعت الرابطة الوطنية للحرية انعقاد المؤتمر الأوروبي الثالث لروثينيا الكارباتية.

## السكان
وفقا لإحصاء الإمبراطورية النمساوية المجرية عام 1880 توزع سكان روثينيا الكارباتية (محافظة زاكارباتيا حاليا) على ما يلي:
- روثين 244,742 (59.8%)
- مجريون 105,343 (25.7%)
- ألمان 31,745 (7.8%)
- رومانيون 16,713 (4.1%)
- سلوفاك وتشيك 8,611 (2.1%)
- آخرون = 1,817 (0.5%)

وجاء إحصاء الاتحاد السوفيتي عام 1989 بالنتيجة التالية:
- أوكرانيون = 976,749 (78.4%)
- مجريون 155,711 (12.5%)
- روس 49,456 (4.0%)
- رومانيون 29,485 (2.4%)
- آخرون (لم يذكر الرقم)

في حين أن الإحصاء الذي صدر في أوكرانيا عام 2001 بين الآتي:
- أوكرانيون 1,010,100 (80.5%)
- مجريون 151,500 (12.1%)
- رومانيون 32,100 (2.6%)
- روس 31,000 (2.5%)
- غجر رومني 14,000 (1.1%)
- روثينيون 10,100 (0.8%)
- سلوفاك 5,600 (0.5%)
- ألمان 3,500 (0.3%)

وقد سكن عدد كبير من اليهود الأشكناز في روثينيا الكارباتية، إذ تشير دراسة تاريخية إلى أن 80,000 يهودي أشكنازي كانوا يسكنونها مشكلين بذلك ما نسبته 14% من السكان آنذاك وكان أكبر تجمع لهم في مدينة موكاتشيفو، لكن وخلال الاحتلال النازي قامت سلطات الاحتلال النازي بتصفية معظم غيتوهات اليهود في روثينيا الكارباتية وأخذ العدد الأكبر من سكانها إلى معسكر أوشفيتز بيركينو، وبخلاف اليهود سكنت روثينيا الكارباتية أعداد من الـيونانيين والأرمن بين القرنين الخامس عشر والثامن عشر الميلاديين.

## وصلات خارجية
- شبكة معلومات روثينيا الكارباتية (بالإنجليزية)
- أوكرانيا الكارباتية - موسوعة أوكرانيا (بالإنجليزية)
- ترانس كارباتيا المكتبة الإلكترونية لوثائق ومنشورات أوكرانيا (بالروسية)
- الباحث والناشط الأمريكي من أصل روثيني (ألكسندر سيمكوفيتش) (بالإنجليزية والروسية والأوكرانية)
- صور ومعلومات عن أوكرانيا الكارباتية دوشي كاربات -المصور روبرت فيسترتشيل (بالتشيكية)